# Huby (Wrocław)

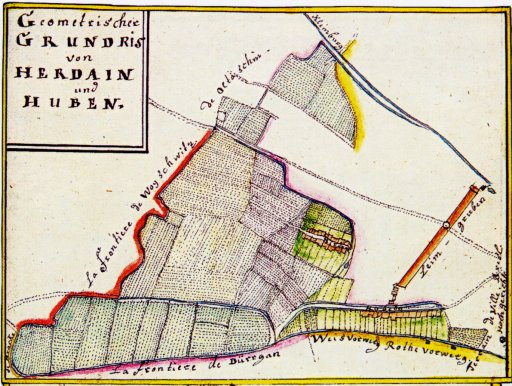
Gaj (Herdain) i Huby (Huben) na mapie Wernera z XVIII wieku
u góry mapy Kleinburg, dziś Borek; po prawej na dole Leim-gruben, dziś Glinianki; po lewej pośrodku La frontiere de Woyschwitz oraz de Oltaschin, dziś granica z Wojszycami i z Ołtaszynem; u dołu La frontiere de Dürrgan, dziś granica z Tarnogajem

Huby (niem. Huben) – osiedle w południowo-wschodniej części Wrocławia, w byłej dzielnicy Krzyki. W przeszłości wieś, przyłączona do miasta w 1868 wraz z sąsiednią wsią Glinianki. Obecne granice osiedla wyznaczają ul. Hubska (wraz z budynkami po wschodniej stronie i z ulicą Boczną), ul. Paczkowska, ul. Bardzka (numery nieparzyste 1-7C), aleja Armii Krajowej (numery parzyste 2-50), ul. Ślężna (numery parzyste 2-86), ul. Borowska (nr 1-3) oraz tory kolejowe stacji Wrocław Główny i bocznicy kolejowej. 
Obszar pomiędzy torami a ulicą Kamienną to tzw. Stare Huby gdzie dominują kamienice sprzed II wojny, natomiast obszar między ulicą Kamienną a aleją Armii Krajowej to tzw. Nowe Huby zbudowane w latach 70 XX wieku. 
Na Hubach znajdują się dwa rzymskokatolickie kościoły parafialne pod wezwaniami: św. Henryka i św. Stanisława Kostki. Część osiedla należy do parafii Ducha Świętego. 
W centrum handlowym Wroclavia przy ul. Suchej znajduje się główny dworzec autobusowy obsługiwany przez przewoźników krajowych i międzynarodowych (m.in. PKS, Neobus, FlixBus, Sindbad), natomiast przy ulicy Dawida znajdują się przystanki prywatnych przewoźników operujących w powiecie wrocławskim i województwie dolnośląskim. 
Przy ul. Hubskiej znajduje się nieczynny już Browar Mieszczański.
Na Hubach przy ulicy Borowskiej wybudowano największy w Polsce park wodny – Aquapark Wrocław, oddany do użytku w marcu 2008. 
Huby graniczą z sześcioma osiedlami: Przedmieście Oławskie, Tarnogaj, Gaj, Borek, Powstańców Śląskich, Przedmieście Świdnickie.

## Galeria

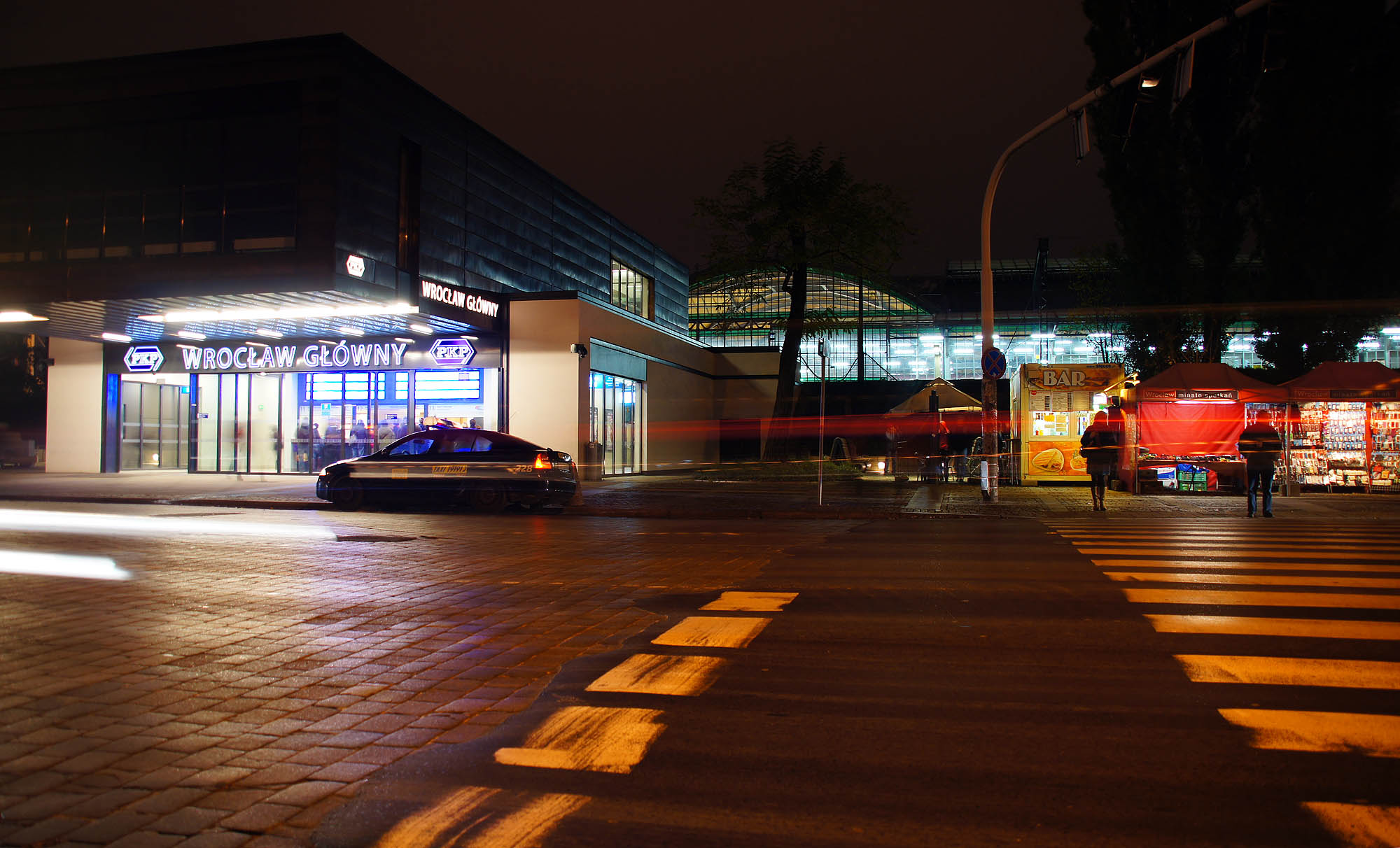
Wrocław Główny - wejście od strony osiedla Huby
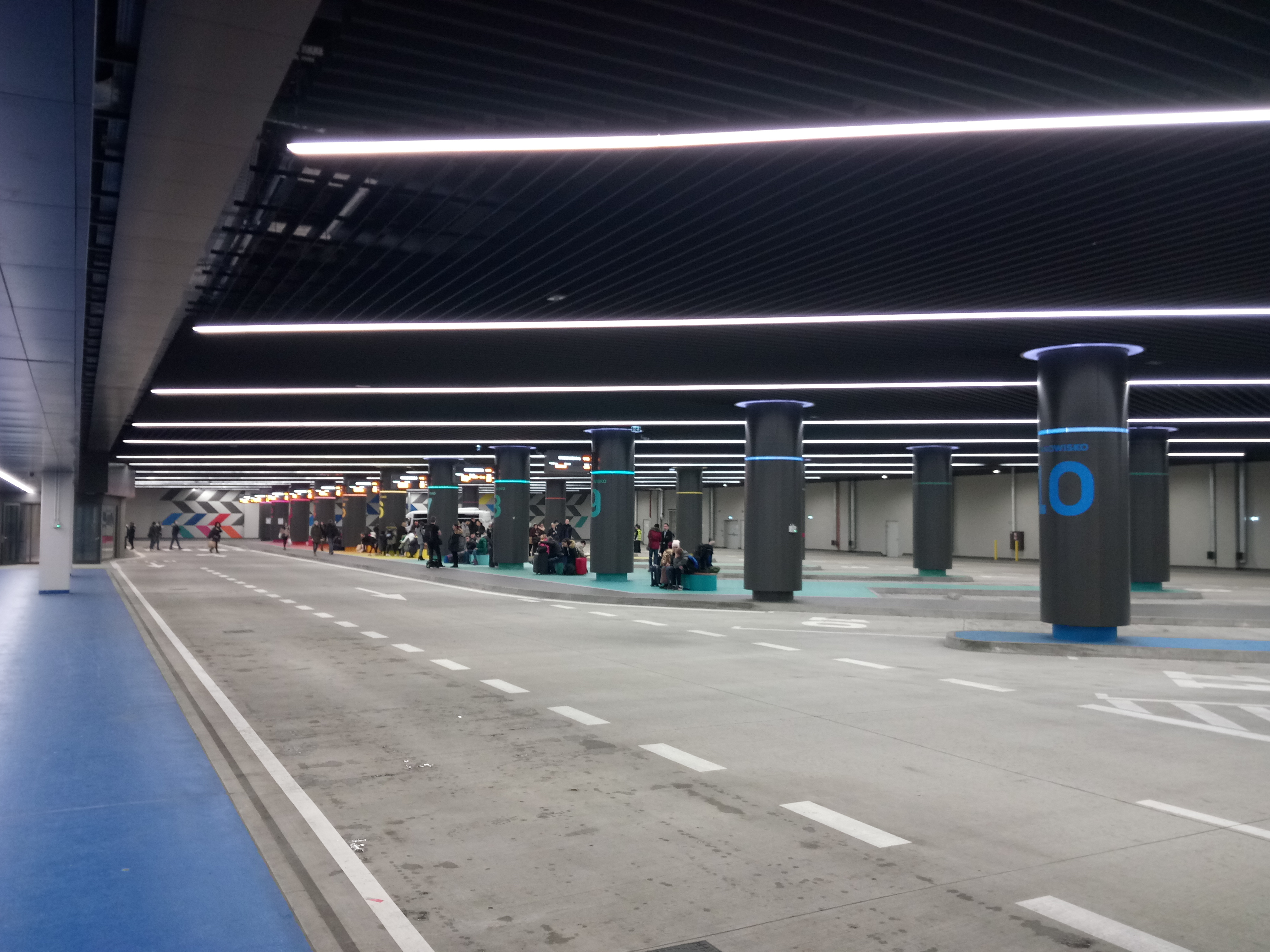
Dworzec Autobusowy Wrocław
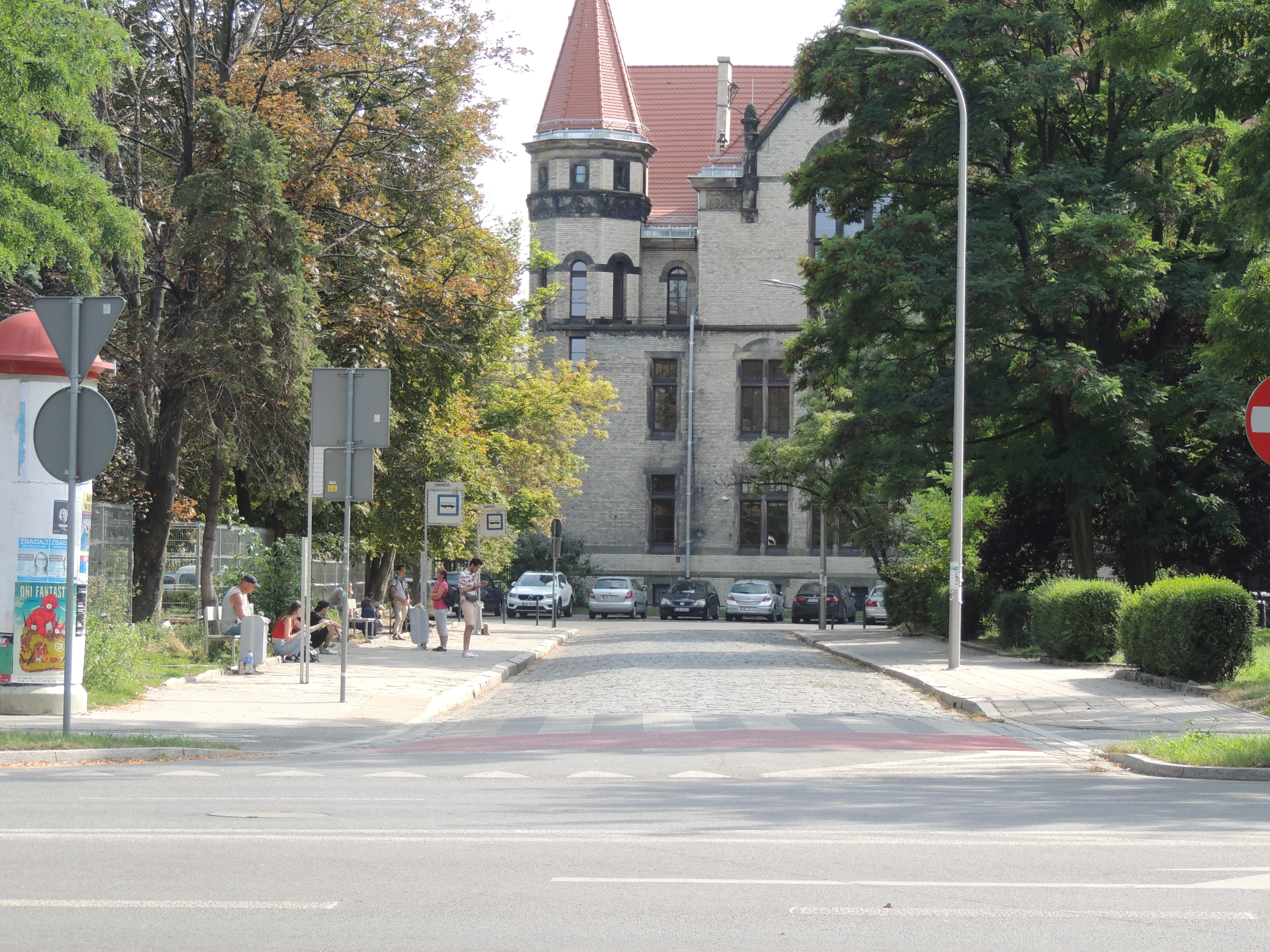
Przystanki autobusowe przy ul. Dawida
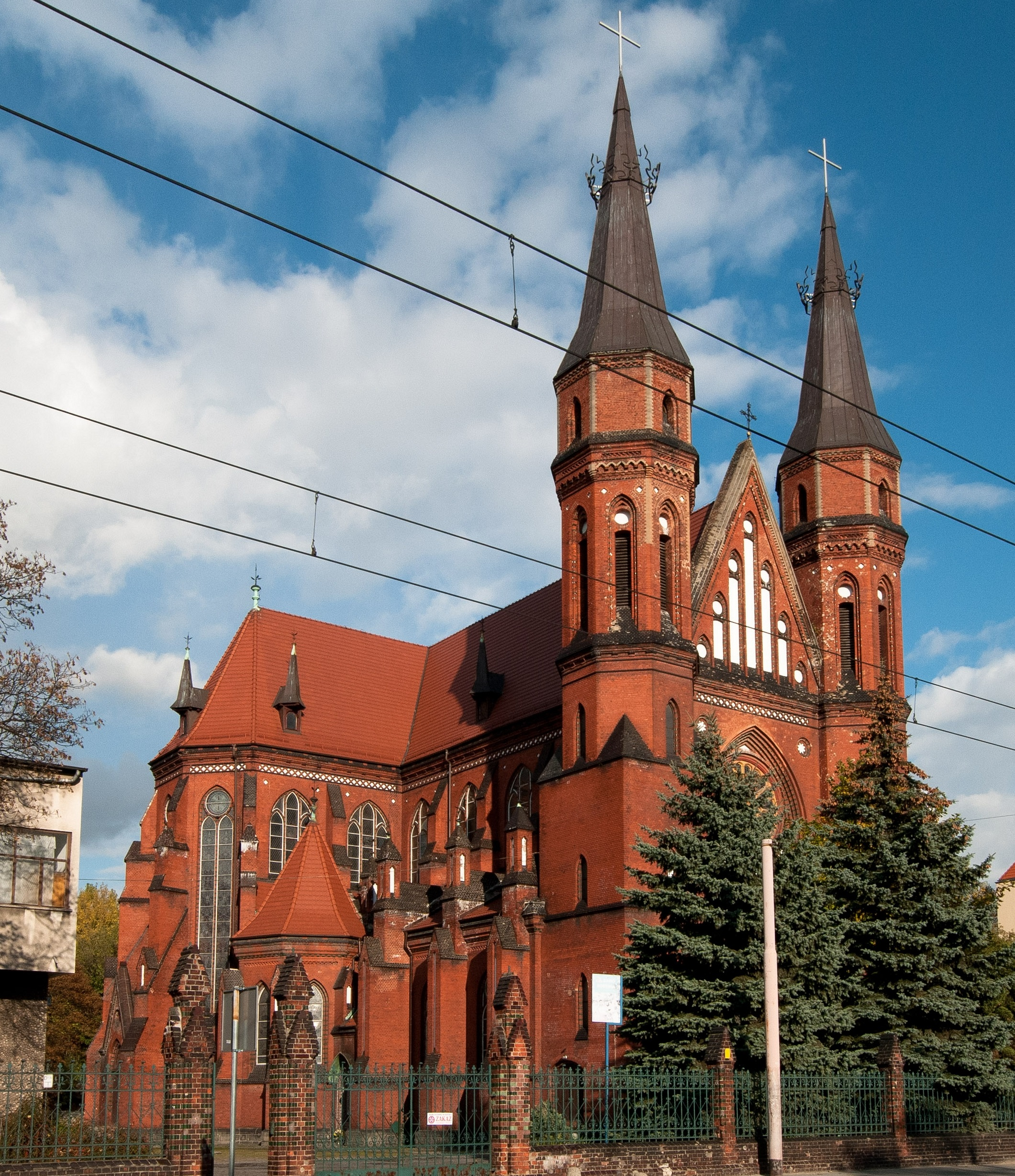
Kościół św. Henryka
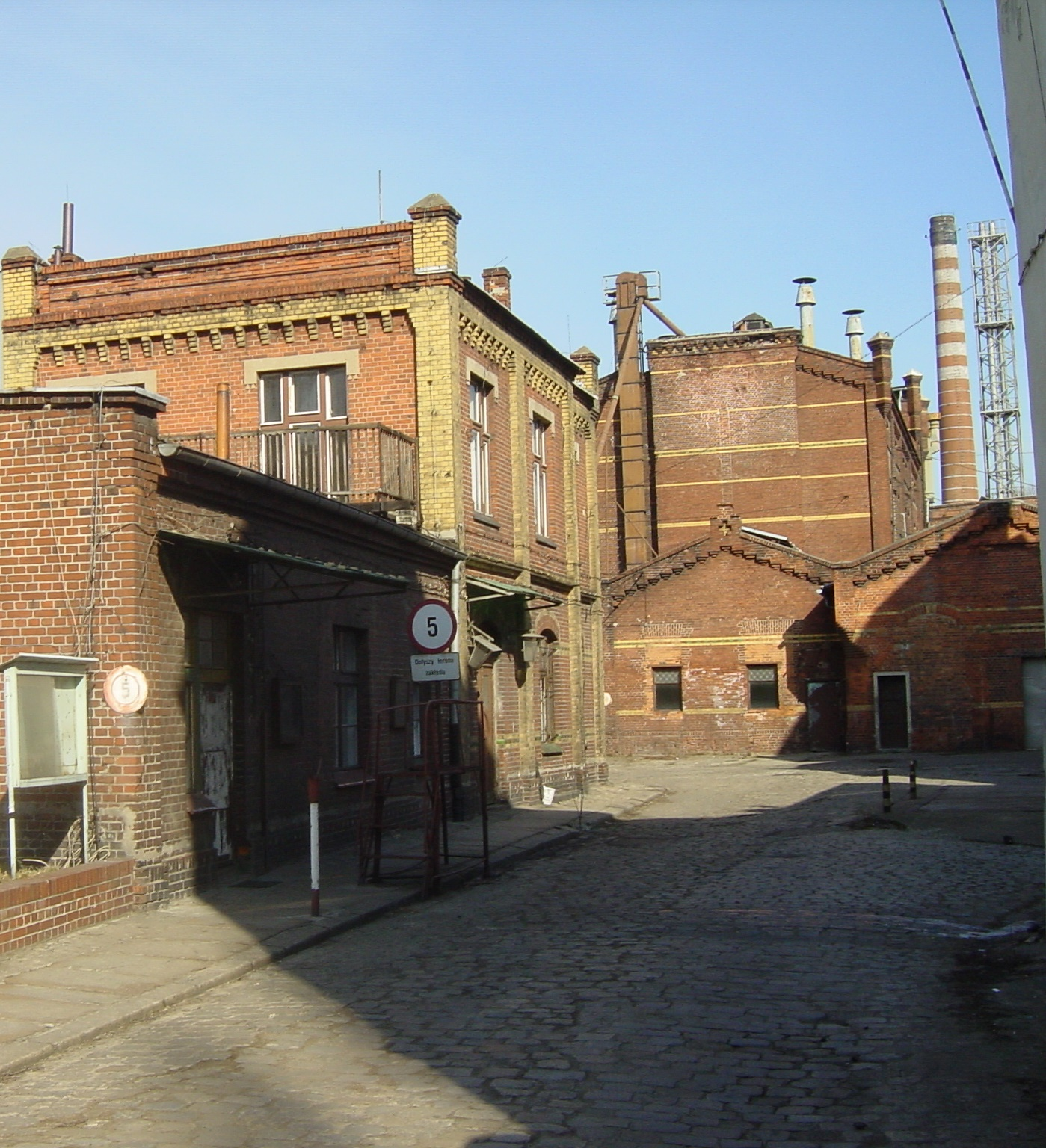
Browar Mieszczański
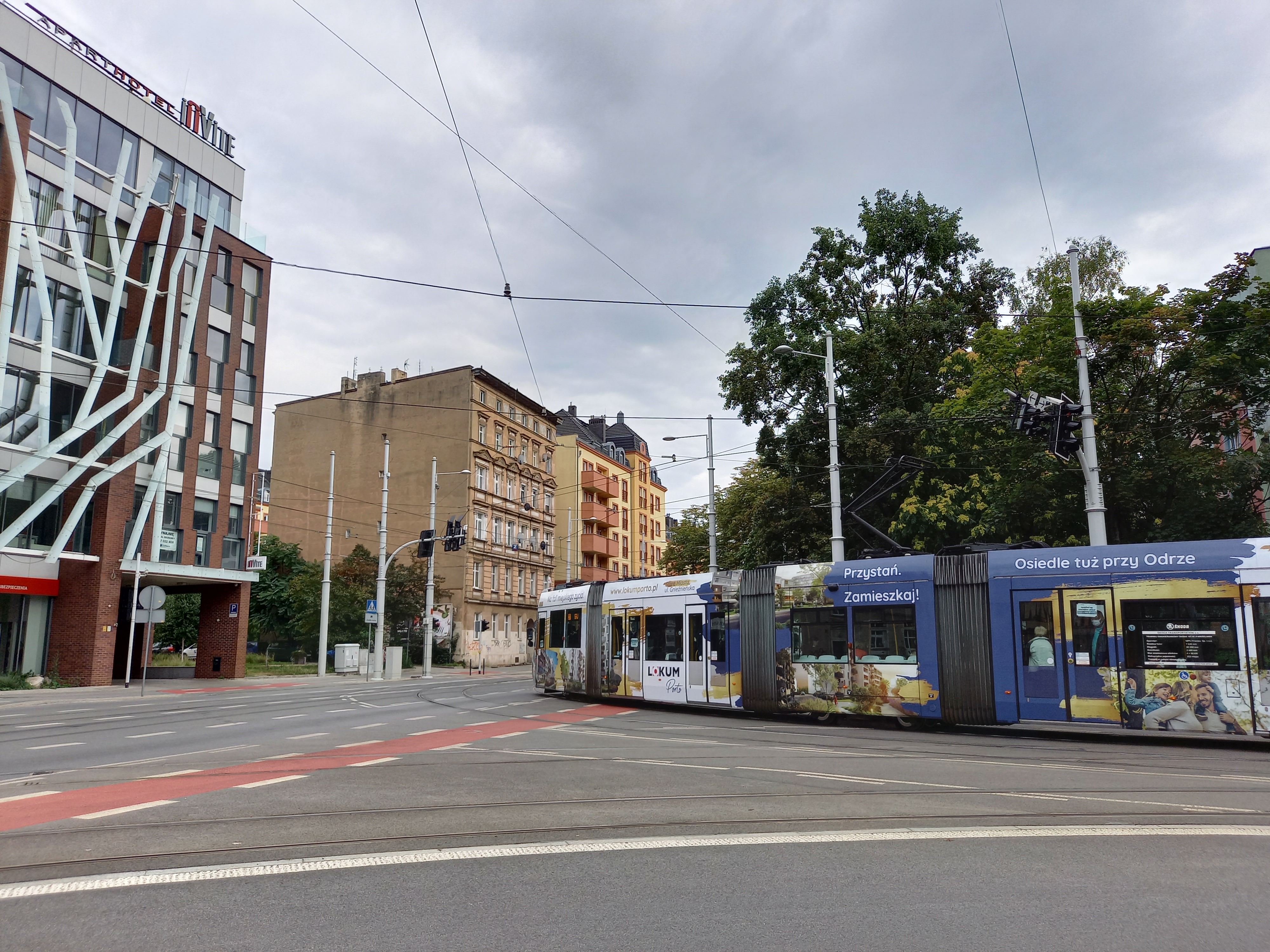
Ulica Hubska
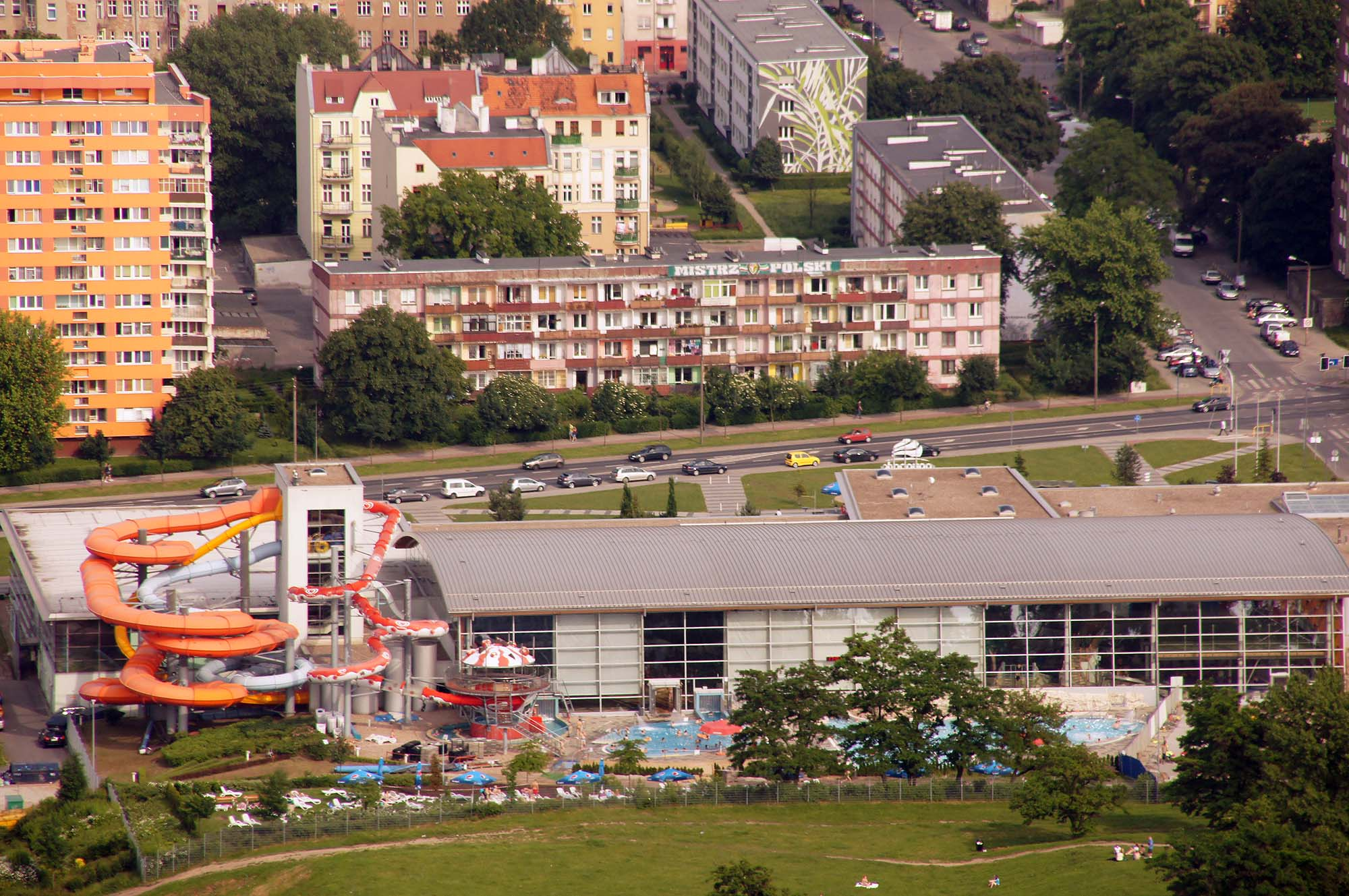
Aquapark Wrocław
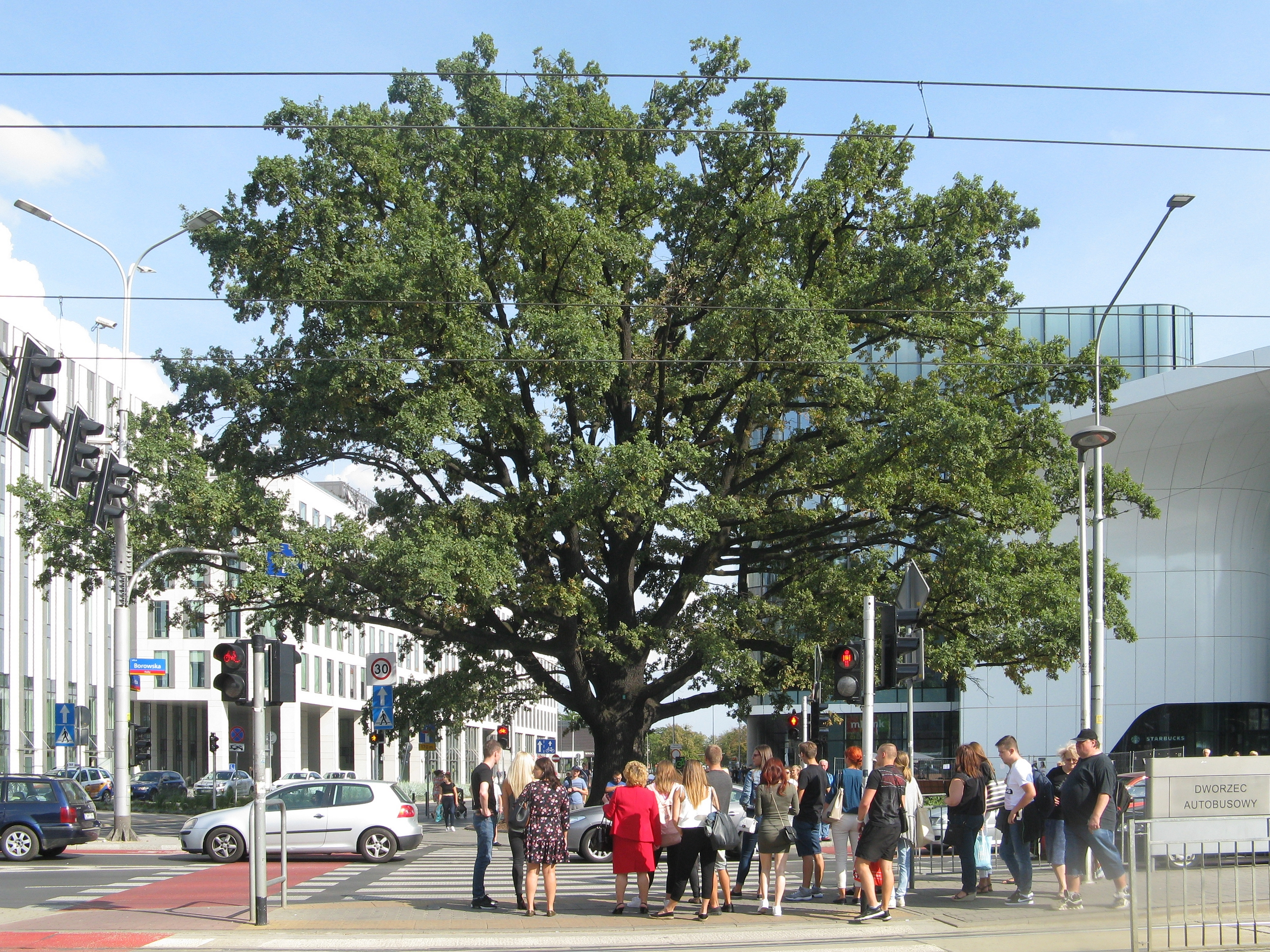
Dąb Przewodnik
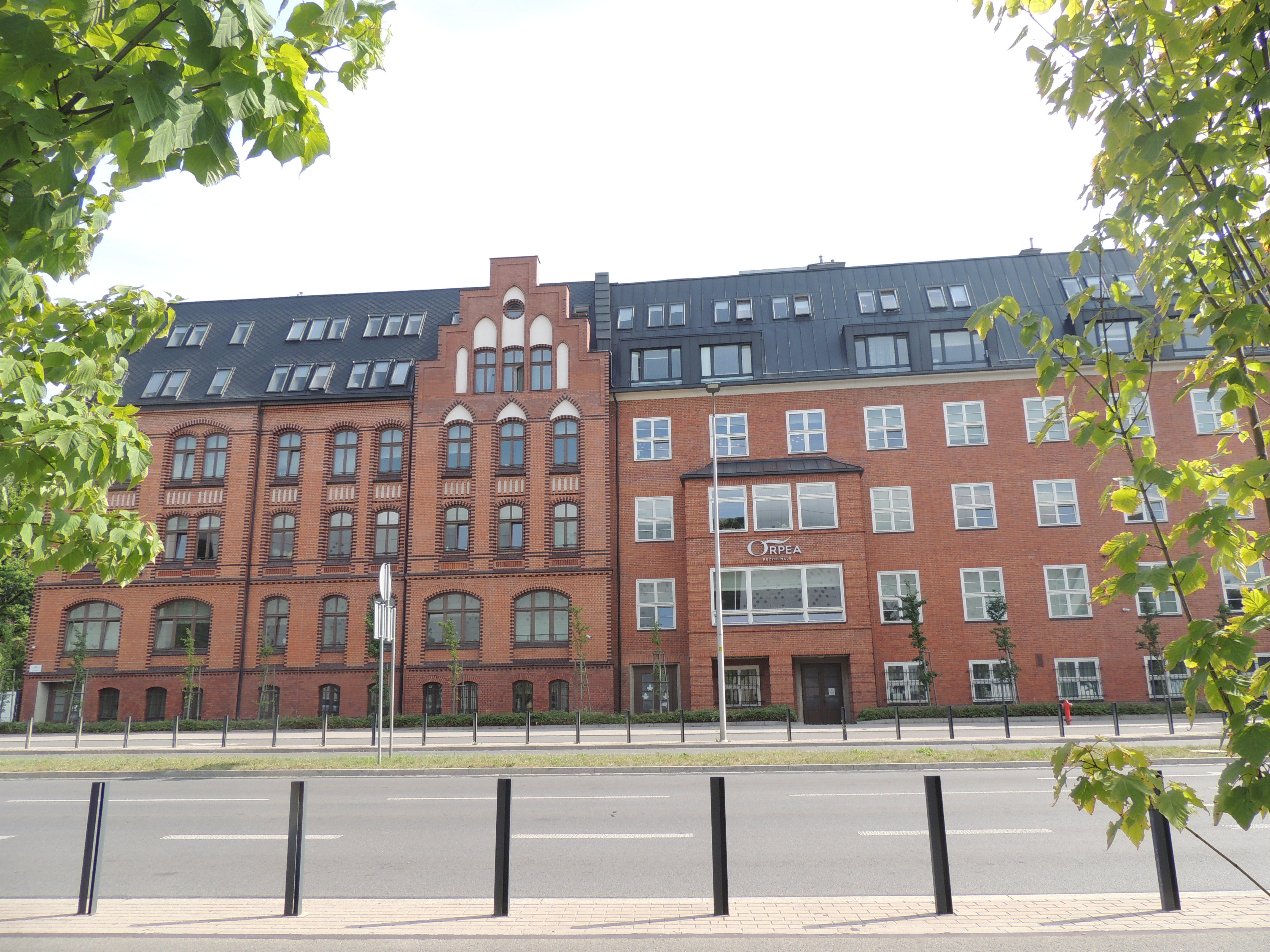
ulica Dyrekcyjna
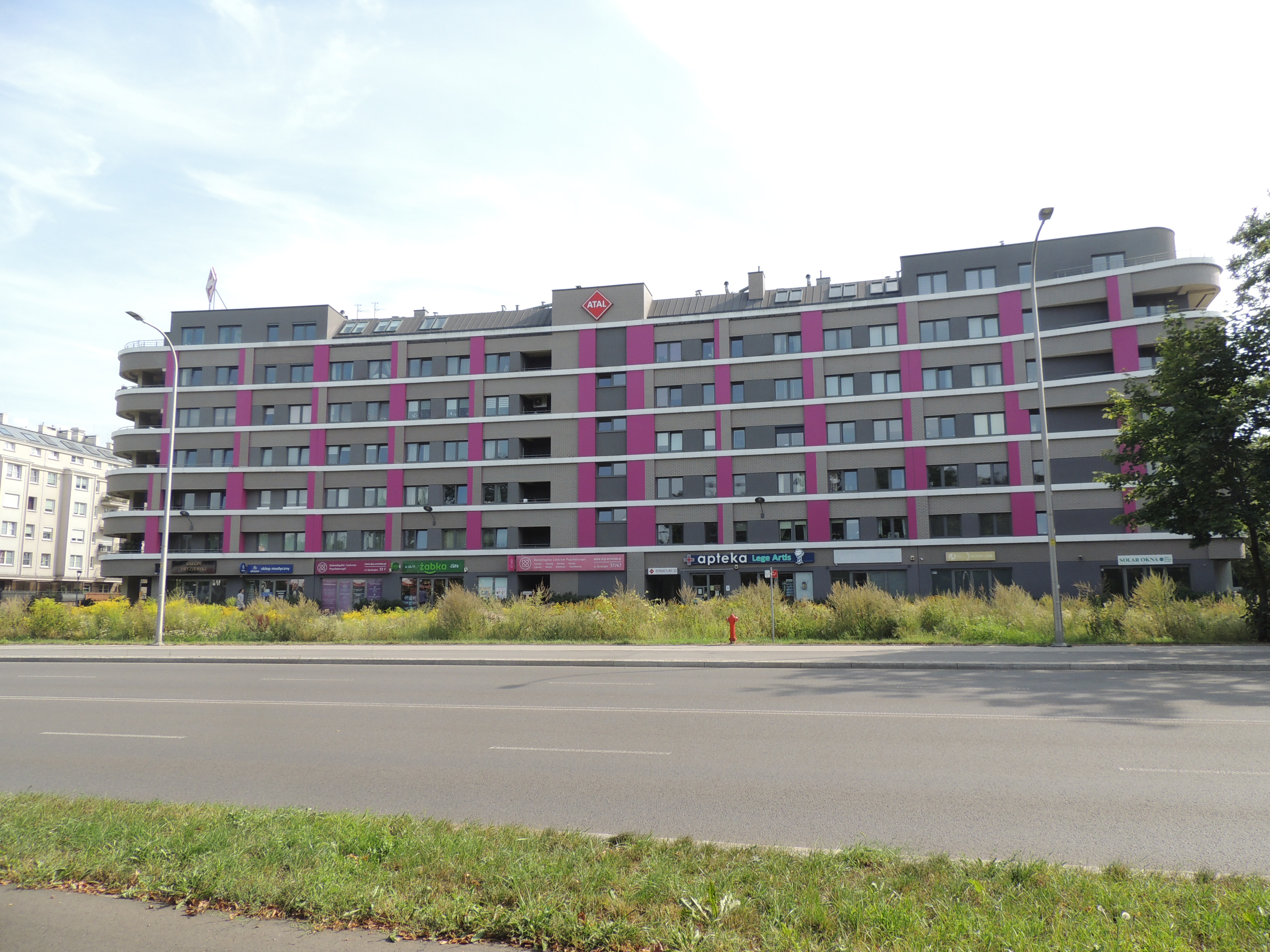
ulica Dyrekcyjna
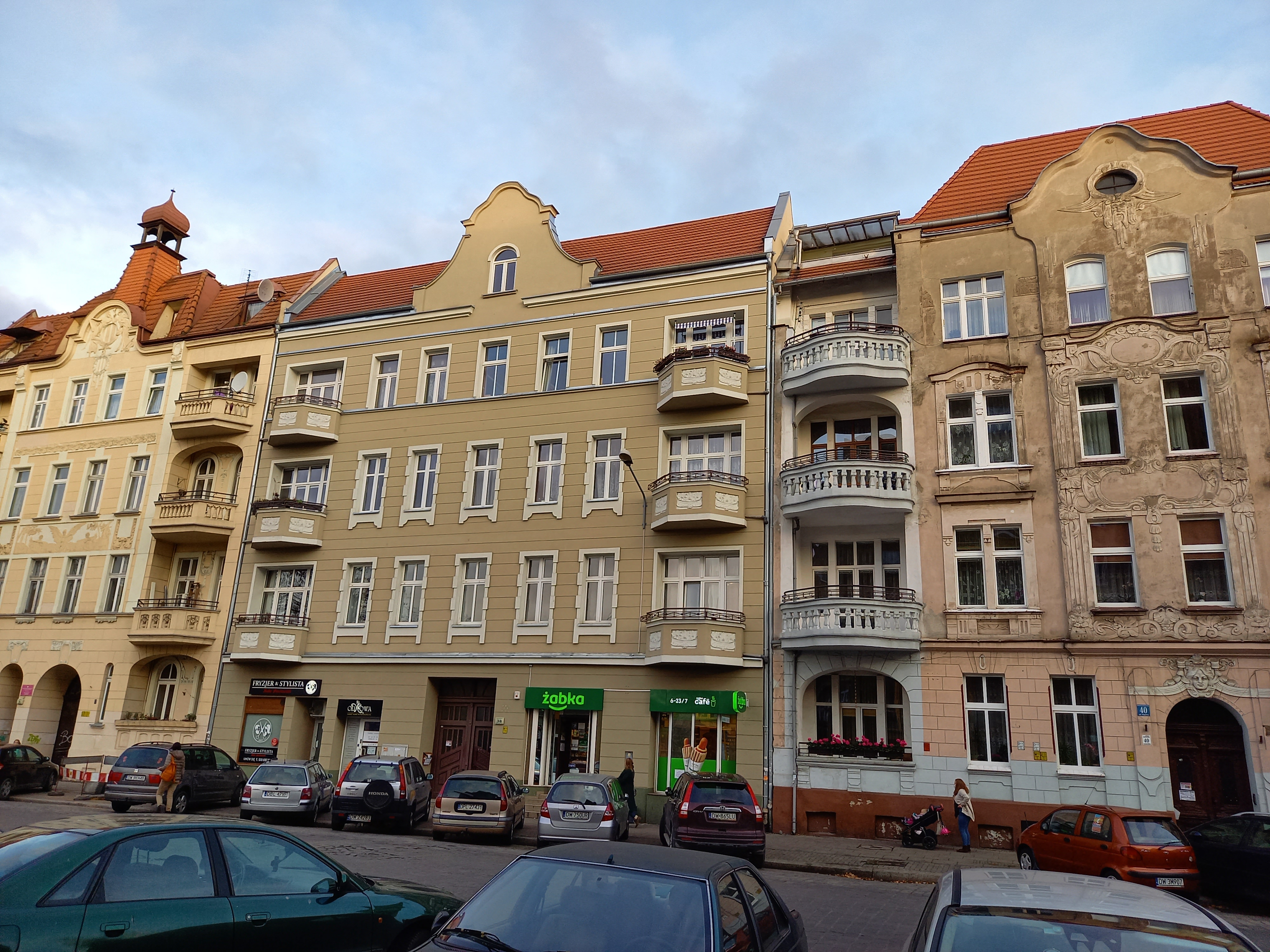
ulica Gajowa
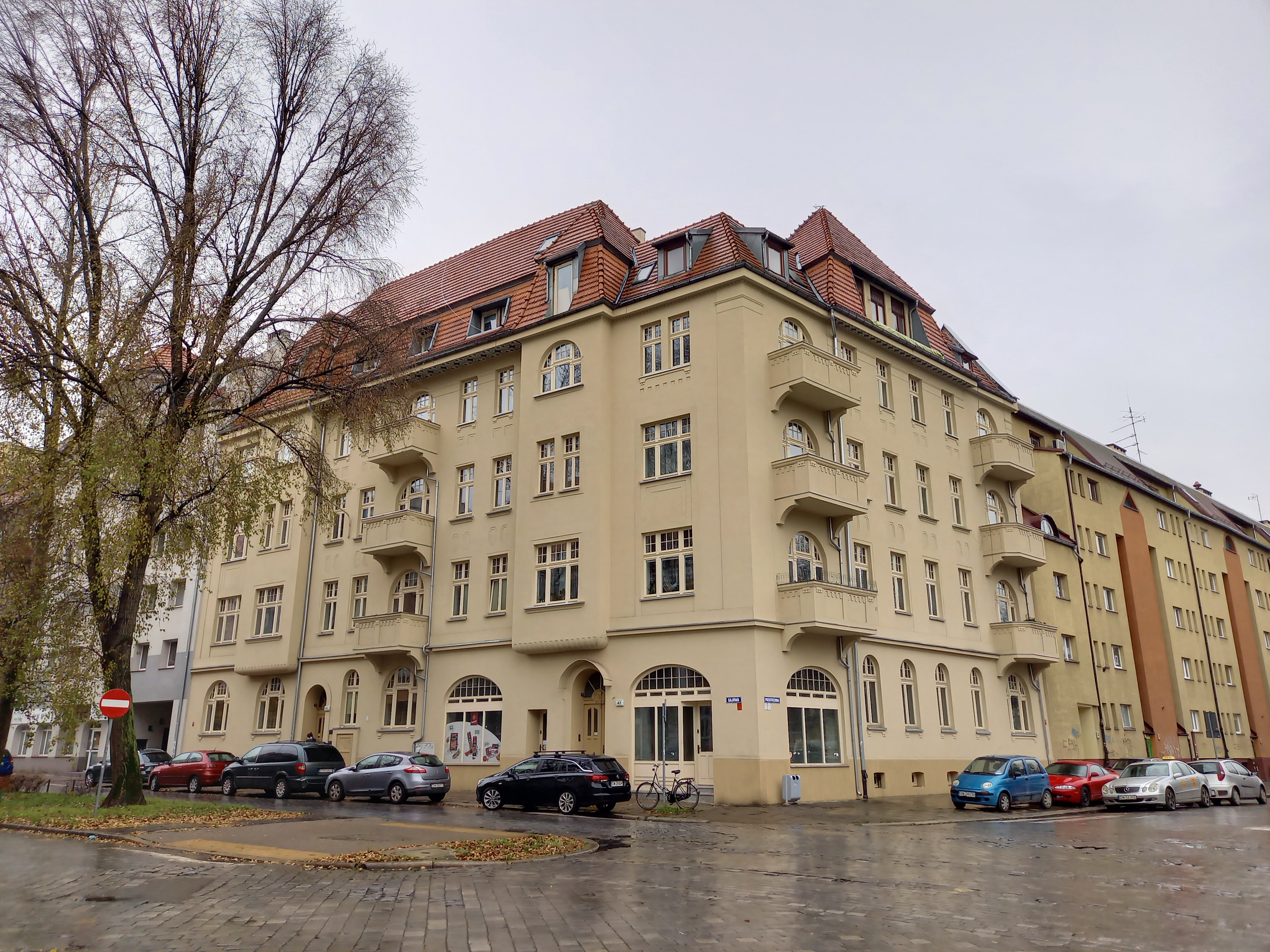
ulica Gajowa